# 垂杨柳

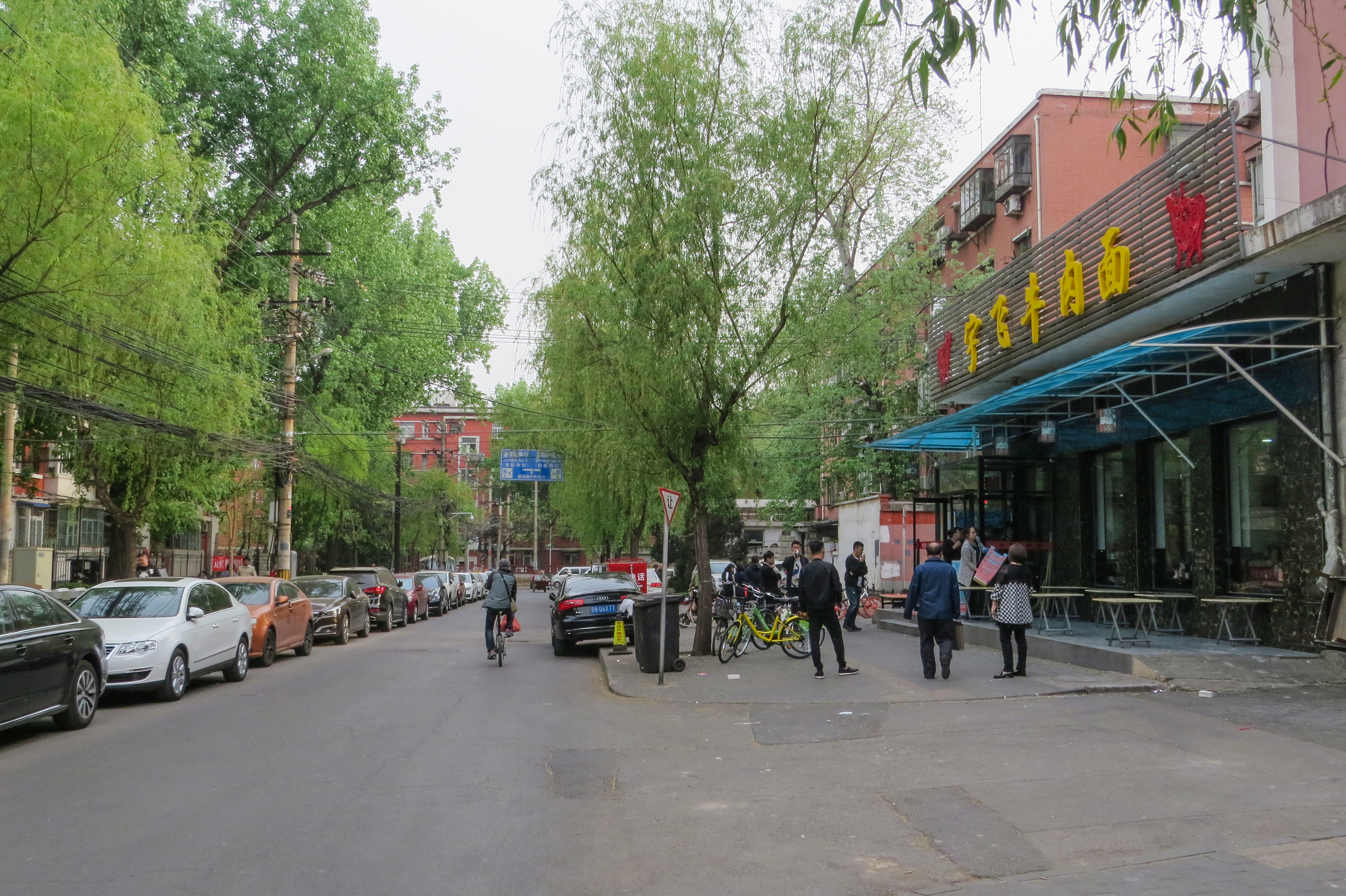
垂杨柳中街南口

垂杨柳位于中国北京市朝阳区，在东三环南路以里，归双井街道办事处管辖。小区包括垂西和垂东两个社区，垂杨柳中里、垂杨柳西里、垂杨柳东里、垂杨柳南里、垂杨柳北里等几个街区（地段），垂杨柳中街、垂杨柳南街等街道。小区西与广和里相邻，东与东三环相邻，南与劲松相邻，北与广渠门外大街相邻。小区周围有北垂杨柳，东垂杨柳和劲松中街三个公共汽车站。交通便利，可以直达东单、西单、北京火车站。位于国贸正南３站地的位置。
小区内有大量的小店铺，购买各种日用品十分方便，包括菜店、小餐馆、理发店、自行车店、水站、书店、报刊亭等等，应有尽有。小区里老年人居多，可是说是比较典型的老龄化社区。小区的部分已经拆迁，但是由于原住户的反对，未能完全拆迁。现在的社区安全状况较差。小区里的楼房多建于20世纪50年代到60年代，墙体厚度接近40厘米，屋顶较高有３米左右，属于苏联援助时期的产物，称为苏式楼。
小区内有垂杨柳中心小学、垂杨柳第二小学、垂杨柳第三小学、垂杨柳第四小学等四所小学和北京工业大学附属中学高中部一所中学（原垂杨柳中学已搬到松榆里）；在垂杨柳南街有垂杨柳医院；在垂杨柳西里有双井街道图书馆。